# William Ames
Pour les articles homonymes, voir William Ames (homonymie) et Ames (homonymie).
William Ames (en latin Guilielmus Amesius), né en 1576 à Ipswich (Angleterre) et mort le 14 novembre 1633 à Rotterdam (Hollande), est un théologien, controversiste et prédicateur puritain anglais, exilé dans les Provinces-Unies. Il est notamment célèbre pour son implication en faveur d'un calvinisme strict dans la querelle qui opposait calvinistes et arminiens. Il s'intéressa entre autres à la notion de libre arbitre dans le cadre de la prédestination, ainsi qu'à l'éthique chrétienne.

## Origine et éducation
William Ames est né à Ipswich dans le Suffolk en Angleterre et fut élevé par un oncle maternel, Robert Snelling, originaire de Boxford. Il fut instruit à la grammar School locale et en 1594, il intégra le Christ's College de l'Université de Cambridge. Il fut considérablement influencé par l'un de ses professeurs, William Perkins, et son successeur Paul Baynes. Ames obtint un baccalauréat en arts en 1598, une maîtrise en arts en 1601, et fut par la suite choisi pour occuper un poste de professeur au Christ's College.
Il devint très apprécié dans l'université. Son propre collège l'aurait choisi pour en être le directeur, mais ses opposants firent élire Valentine Cary. Celui-ci s'était disputé avec Ames à propos du refus de ce dernier de porter le surplis et d'autres symboles apparents.
L'un des sermons de William Ames marqua de façon historique les débats puritains. Il fut prononcé à la Church of St Mary the Great, à Cambridge, le 20 décembre 1609 et reprochait durement la « débauche païenne » dont avaient fait preuve selon lui les étudiants lors des Douze jours de Noël. Mais la véhémence de son discours le conduisit à être convoqué par le vice-chancelier de l'université qui le suspendit de « l'exercice de ses fonctions ecclésiastiques et de tous les diplômes reçus ou à recevoir »,.

## Ministère en Hollande
Il quitta Cambridge et se vit proposer un poste d'enseignant à Colchester, mais l'évêque de Londres, George Abbot alla contre le souhait de la corporation locale et lui refusa l'institution et l'intronisation. Des refus similaires l'attendaient ailleurs, c'est pourquoi il quitta l'Angleterre et s'installa en Hollande, aidé par des négociants anglais qui souhaitaient qu'il apporte la contradiction aux partisans de l'Église d'Angleterre à Leyde. À Rotterdam, vêtu d'un habit de pêcheur qu'il avait endossé lors de la traversée jusqu'au continent, il s'opposa à Grevinchovius (Nicolas Grevinckhoven), ministre de la Fraternité remonstrante, le mouvement protestant arminien, sur les questions de l'expiation et de la prédestination, et le surclassa par son raisonnement logique basé sur l'épître aux Philippiens, chapitre 2, verset 13 : « car c'est Dieu qui produit en vous le vouloir et le faire ». Ames soutenait en effet un calvinisme strict et donc le fait que le salut soit limité à ceux que Dieu a choisis par avance. C'est ce débat, au cours duquel il fit grande impression, qui le fit connaître aux Pays-Bas.
Par la suite, Ames entama une dispute avec Grevinchovius, de vive voix d'abord puis par lettres publiées, sur la rédemption par Jésus-Christ et sur l'élection fondée sur la prévision de la foi. Il réunit tous les arguments qu'il avait opposés aux arminiens dans Coronis ad Collationem Hagiensem, l'un de ses ouvrages majeurs qui marqua profondément l'histoire de l'Église hollandaise. À Leyde, Ames fit la connaissance de Hugh Goodyear, le pasteur de l'Église d'Angleterre locale, dont il devint proche. Il fut ensuite envoyé à La Haye par Horace Vere, le gouverneur anglais de Brielle, qui le nomma ministre dans l'armée des États généraux et ministre pour les soldats anglais basés dans les Provinces-Unies, un poste occupé par certains des plus grands puritains exilés d'Angleterre. Il épousa l'une des filles de Daniel Burgess, l'aumônier d'Horace Vere, à qui il succéda lorsque son beau-père retourna en Angleterre.
C'est à cette époque qu'une nouvelle controverse se fit jour avec l'attaque de Simon Episcopus contre l'ouvrage Coronis ad Collationem Hagiensem. Ce dernier s'insurgea contre Ames en l'accusant d'être un « trouble à l'ordre public dans son propre pays, à tel point que les juges anglais l'ont banni de là, et maintenant, avec son dernier ouvrage Coronis, il déclenche de nouveaux troubles dans la quiète Hollande ». Ces attaques furent tout de suite réfutées par Hugh Goodyear qui devint un défenseur de Ames face aux remonstrants, puis plus tard aida Nethenus pour la biographie de Ames que celui-ci écrivait.
L'ouvrage Coronis avait été initialement préparé pour le synode de Dordrecht qui se tint du 13 novembre 1618 au 9 mai 1619. Lors de ce synode, la situation de Ames était particulière. La Haute Église en Angleterre avait incité Horace Vere à l'exclure de l'aumônerie, mais il resta en grâce auprès de ce dernier à tel point qu'il était convenu qu'il assiste au synode en tant qu'observateur. Il fut donc engagé par les calvinistes à raison de quatre florins par jour pour assister aux débats, et fut le conseiller de Johannes Bogerman, le président du synode.

## Universitaire à Franeker
Une proposition lui avait été faite de devenir le directeur d'une faculté de théologie à Leyde. Mais cette offre fut contrariée par l'archevêque George Abbot. Plus tard, celui-ci s'opposa également à ce qu'il occupe un poste de professeur à l'Université de Franeker proposé par la province de Frise. Mais cette fois-ci cette opposition échoua et William Ames fut établi professeur le 7 mai 1622. Il délivra à cette occasion un discours sur l'Ourim et le Thoumim. La ville de Franeker gagna en renommée grâce à Ames qui était alors professeur, prédicateur, pasteur et théologien. Parmi ses étudiants à cette époque, on peut mentionner Johannes Cocceius ou encore Nathaniel Eaton, lequel devint plus tard directeur d'Harvard.
Il écrivit Medulla Theologiae, un manuel de doctrine calviniste destiné à ses étudiants. Ames était très influencé, en termes de méthode, par Pierre de La Ramée dont il diffusa la logique dialectique par opposition à l'enseignement d'Aristote. Son ouvrage De Conscientia et Ejus Jure vel Casibus, publié en 1632, mettait en relation l'éthique chrétienne avec la vie quotidienne à travers des cas de conscience, ce qui était nouveau pour le protestantisme à cette époque.

## À Rotterdam
William Ames resta douze ans à Franeker où il fut recteur en 1626. Des ennuis de santé l'ont conduit à envisager de partir pour la Nouvelle-Angleterre, mais il souhaitait également avoir l'occasion de prêcher devant ses compatriotes. Une invitation d'une congrégation de l'Église d'Angleterre à Rotterdam lui en donna la possibilité. Ses amis à Franeker essayèrent d'abord de s'y opposer avant de finalement accepter son départ.
À Rotterdam, il attira grandement l'attention par l'éloquence et la ferveur dont il faisait preuve en tant qu'universitaire, ainsi que par son infatigable activité de pasteur. Une controverse, à laquelle il prit part, éclata depuis Angleterre et il prépara un ouvrage intitulé Fresh Suit against Ceremonies. C'est cet ouvrage qui convertit Richard Baxter au non-conformisme. Il récapitulait les différences entre l'école puritaine et celle de Thomas Boss et fut publié à titre posthume. Ames ne vécut pas longtemps à Rotterdam, il succomba à une pneumonie consécutive à l'inondation de sa maison à la suite de la crue de la Meuse. Il mourut le 14 novembre 1633 à l'âge de cinquante-sept ans, apparemment dans le dénuement, laissant sa deuxième épouse, sa fille et son fils. Sa précieuse bibliothèque fut transportée en Nouvelle-Angleterre.

## Influence
Ames exerça une grande influence formative sur la pensée et l'opinion européenne de son époque ; parmi ceux qui s'inspirèrent de sa théologie, on peut entre autres mentionner le théologien John Dury. Il était passé maître dans l'art de la controverse théologique et écrivit contre Robert Bellarmin, un autre controversiste de talent, auquel il consacra l'ouvrage Bellarminus enervatus. Il était très érudit et disposait d'une grande capacité de travail. Ses travaux, célèbres à travers l'Europe, furent réunis à Amsterdam en cinq volumes de taille quarto. Seule une petite partie fut traduite dans sa langue maternelle. Ses Lectiones in omnes Psalmos Davidis (Leçons sur les psaumes de David) sont extrêmement suggestives et concises dans leur style rappelant le Gnomon de Johann Albrecht Bengel, tout comme c'est le cas de son Commentarius utriusque Epist. S. Petri (Explication des épîtres de Saint Pierre). Son ouvrage De Conscientia et Ejus Jure vel Casibus fut longtemps considéré par l'Église réformée hollandaise comme un exposé standard de l'éthique chrétienne.